# Pinehurst, North Carolina
Pinehurst är en ort i Moore County, North Carolina, USA. Enligt folkräkningen år 2010 är folkmängden 13 124. Orten är framförallt känd för golfresorten Pinehurst Resort som har stått som värd för flera prestigefyllda golfturneringar.

## Kända personer från Pinehurst
- Charles E. Brady, astronaut
- Vince McMahon, affärsman